# Neptun 341
Die Frachtschiffsserie Neptun 341, auch Serie Rostok genannt, ist ein Frachtschiffstyp der Rostocker Schiffswerft „Neptun“.

## Geschichte
Hergestellt wurde die Baureihe von 1973 bis 1976 in 19 Einheiten. Vorgesehen sind die Schiffe vorwiegend für den kombinierten Transport von Stückgut, Containern, sowie Paletten- und auch Schüttgutladungen.
Erstes Schiff und Namensgeber der Serie war die am 23. März 1973 übergebene Rostok mit der Baunummer 341. Die in Ismail beheimatete Rostok strandete am 2. September 1991 im Sulina Kanal der Donau und wurde zum Totalverlust.
Den Abschluss der Baureihe, die komplett an die UdSSR geliefert wurde, bildete die am 30. Januar 1976 fertiggestellte Rybinsk, die 2001 in Kapitan Grinenko umbenannt, immer noch in Fahrt ist. Auch einige weitere Schiffe des Typs befinden sich noch in Fahrt. Tragisch endete die Karriere der 1974 abgelieferten Rechitsa, die am 25. November 1976 etwa 60 Seemeilen südlich von Rhodos strandete und sank, wobei 30 Seeleute ums Leben kamen.

## Technik
Angetrieben wurden die Schiffe von einem in MAN-Lizenz gefertigten 3972 kW Zweitakt-Dieselmotor des Typs K6Z 57/80 F des Herstellers VEB Maschinenbau Halberstadt der direkt auf einen Festpropeller wirkt. Die Maschinenanlage ist für teilautomatisierten Betrieb eingerichtet.
Die mit einem Wulstbug versehenen Rümpfe sind in Sektionsbauweise zusammengefügt. Der Wohn- und Arbeitsbereich ist in achteren  Decksaufbauten angeordnet.
Die vier Laderäume mit einem Rauminhalt von 7275 m3 Kornraum und 6885 m3 Ballenraum verfügen über Zwischendecks mit Staplerverstärkten Glattdecklukendeckeln, die Laderäume II und III werden mit mittschiffs geteilten Faltlukendeckeln verschlossen.
Es können 138 Container transportiert werden. Das Ladegeschirr besteht aus drei 20 Tonnen Schwingladebäumen und einem 40 Tonnen Ladebaum.